# 新田木崎町
新田木崎町（にったきざきちょう）は、群馬県太田市にある地名（町丁）。郵便番号は370-0321。

## 概要
木崎地区にある町丁。

## 地理

### 近隣町丁
- 上田島町
- 新田反町町
- 新田赤堀町
- 新田中江田町
- 新田下江田町
- 粕川町
- 泉町
- 中根町

## 世帯数と人口
2022年（令和4年）3月31日現在の世帯数と人口は以下の通りである。
| 町丁       | 世帯数   | 人口   |
| ---------- | -------- | ------ |
| 新田木崎町 | 7272世帯 | 3123人 |

## 交通

### 鉄道

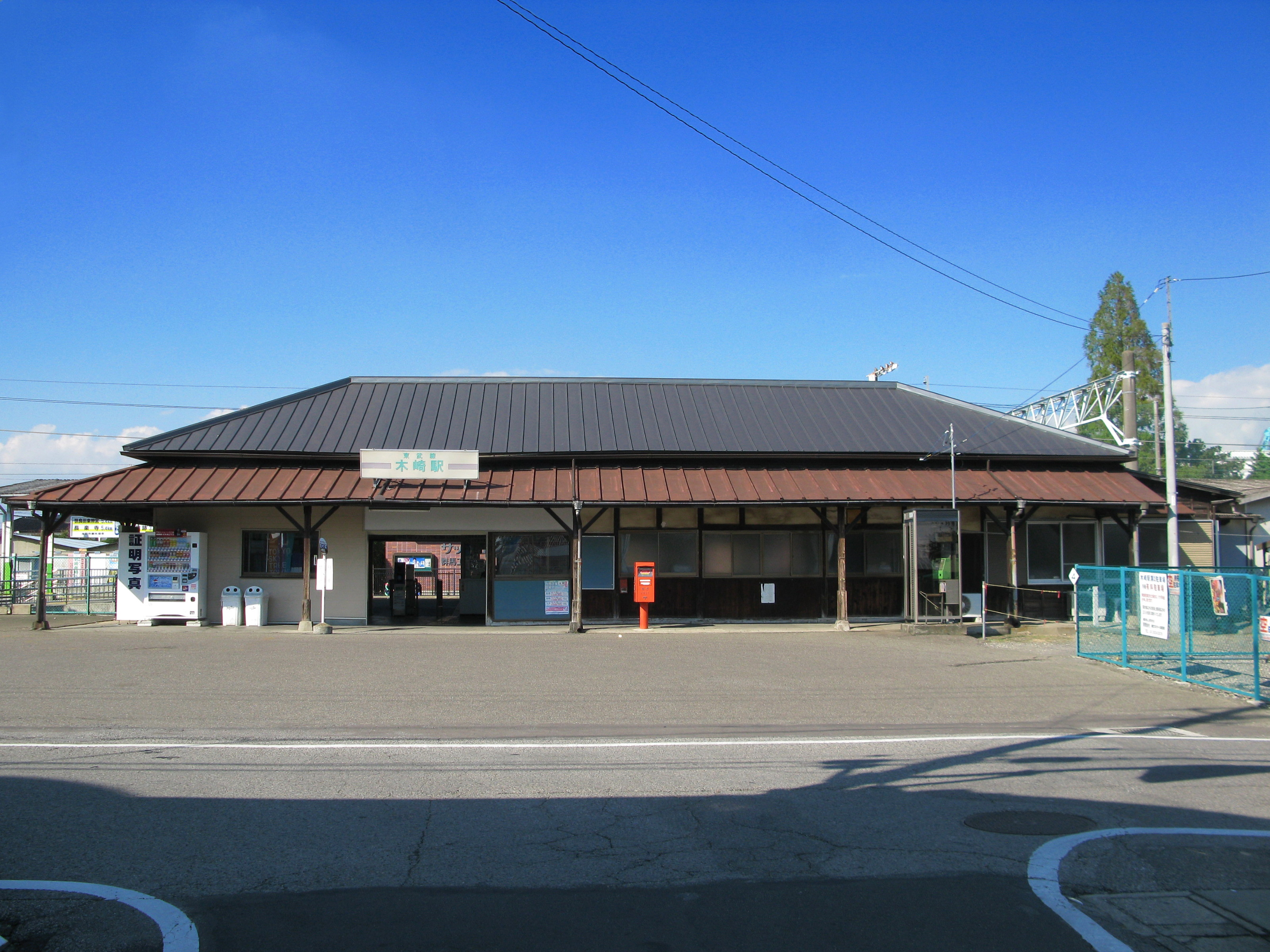
木崎駅 (2012年10月)

南部を東武伊勢崎線が通っており、木崎駅がある。

### 道路
- 群馬県道312号太田境東線

## 施設
- 太田市立木崎小学校